# Centro histórico de San Francisco de Campeche
El casco histórico de San Francisco de Campeche, se encuentra la ciudad de San Francisco de Campeche ubicada frente al Golfo de México, y su fundación fue en 1531. El centro histórico aún conserva mucha arquitectura colonial española, se conforma de 5 barrios tradicionales (San Román, Santa Ana, Santa Lucía, San Francisco y Guadalupe), dos suburbios menores (La Ermita y San José), y el recinto amurallado. Recientemente algunos de los edificios fueron ya reparados. Es Patrimonio de la Humanidad declarado por la UNESCO desde 1999.

## Arquitectura representativa

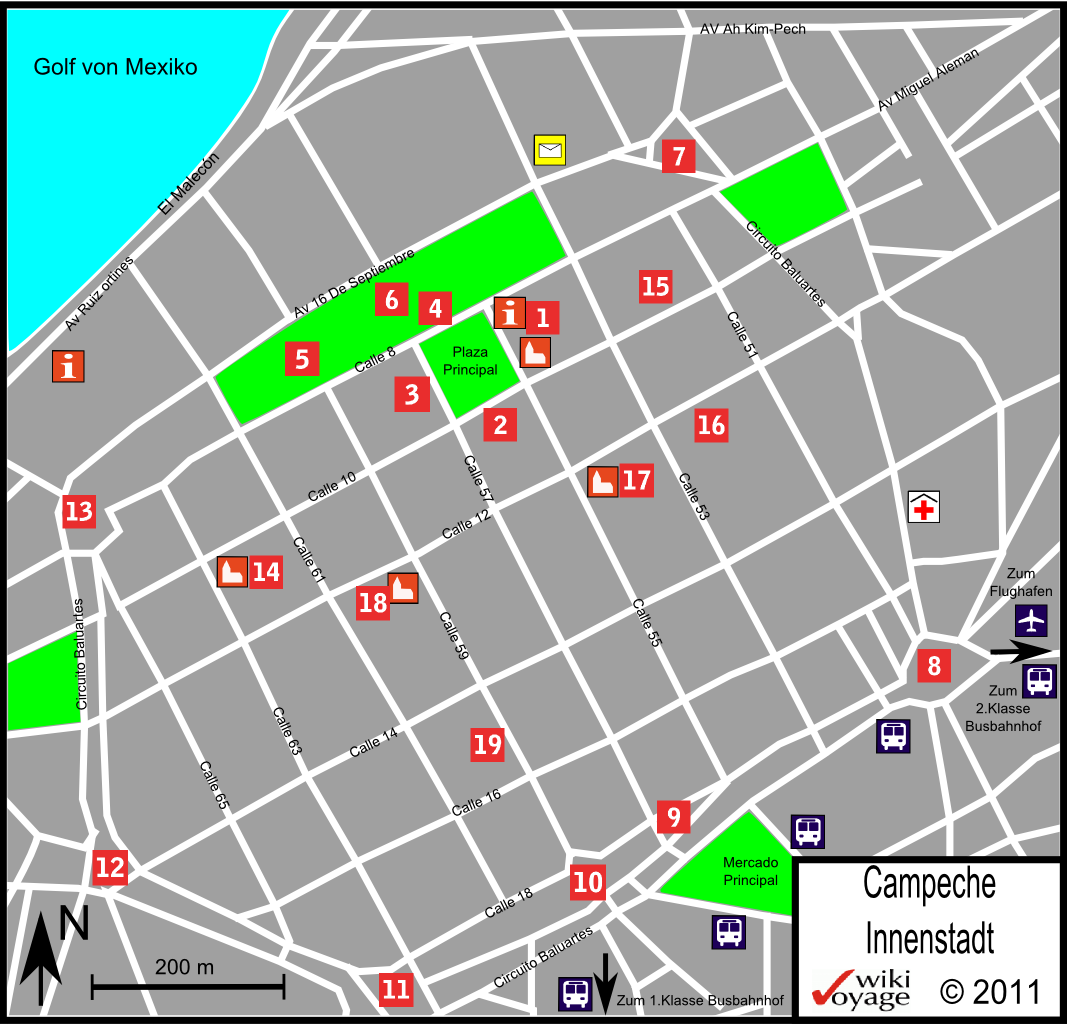
Catedral;
Edificio Cuauhtémoc;
Casa Cultural #6;
Biblioteca Campeche;
Puerta de Mar;
Baluarte de la Soledad;
Baluarte de Santiago/Jardín Botánico Xmuch'haltun;
Baluarte de San Pedro;
Baluarte de San Francisco;
Puerta de Tierra;
Baluarte de San Juan;
Baluarte de Santa Rosa;
Baluarte de San Carlos;
Ex templo de San José;
Mansión Carvajal;
Teatro Francisco de Paula Toro;
Iglesia del Dulce nombre de Jesús;
Iglesia de San Francisquito;
Casa del Teniente del Rey.

En San Francisco de Campeche, además de la arquitectura civil y religiosa, predomina la arquitectura militar, resultado de la fortificación de la entonces villa contra los ataques piratas, y más tarde, de las invasiones mexicanas y francesas.
Lista de los edificios más representativos tanto religiosos como civiles de las distintas etapas históricas de la arquitectura virreinal, del México independiente y previo a la Revolución Mexicana que pertenecen al cuadro del Centro Histórico de Campeche:

### Monumentos históricos civiles

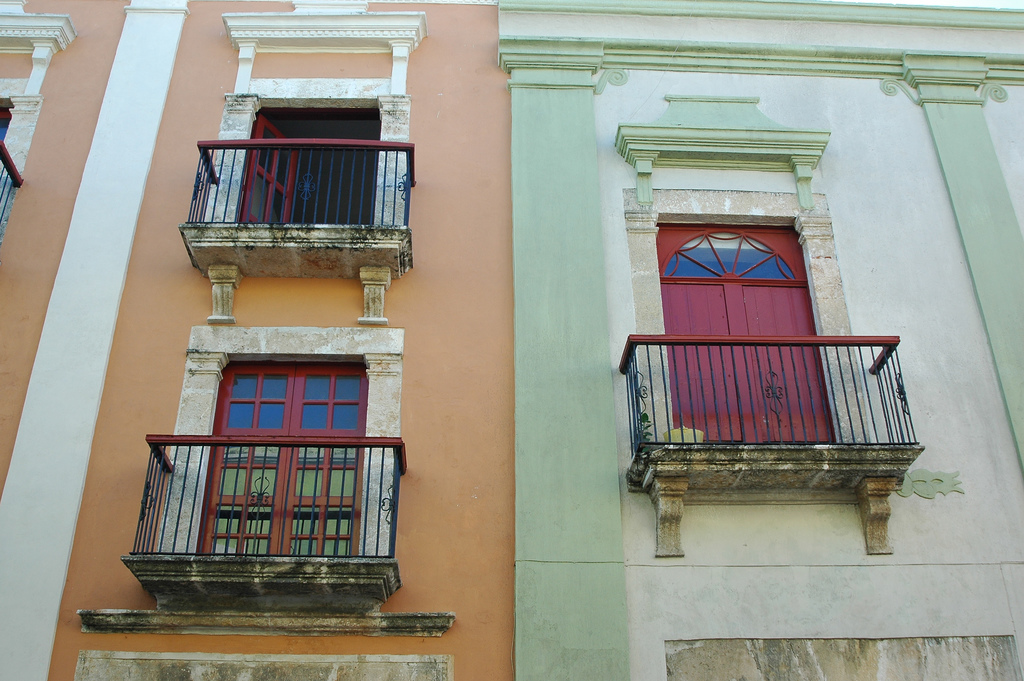
Arquitectura civil campechana.

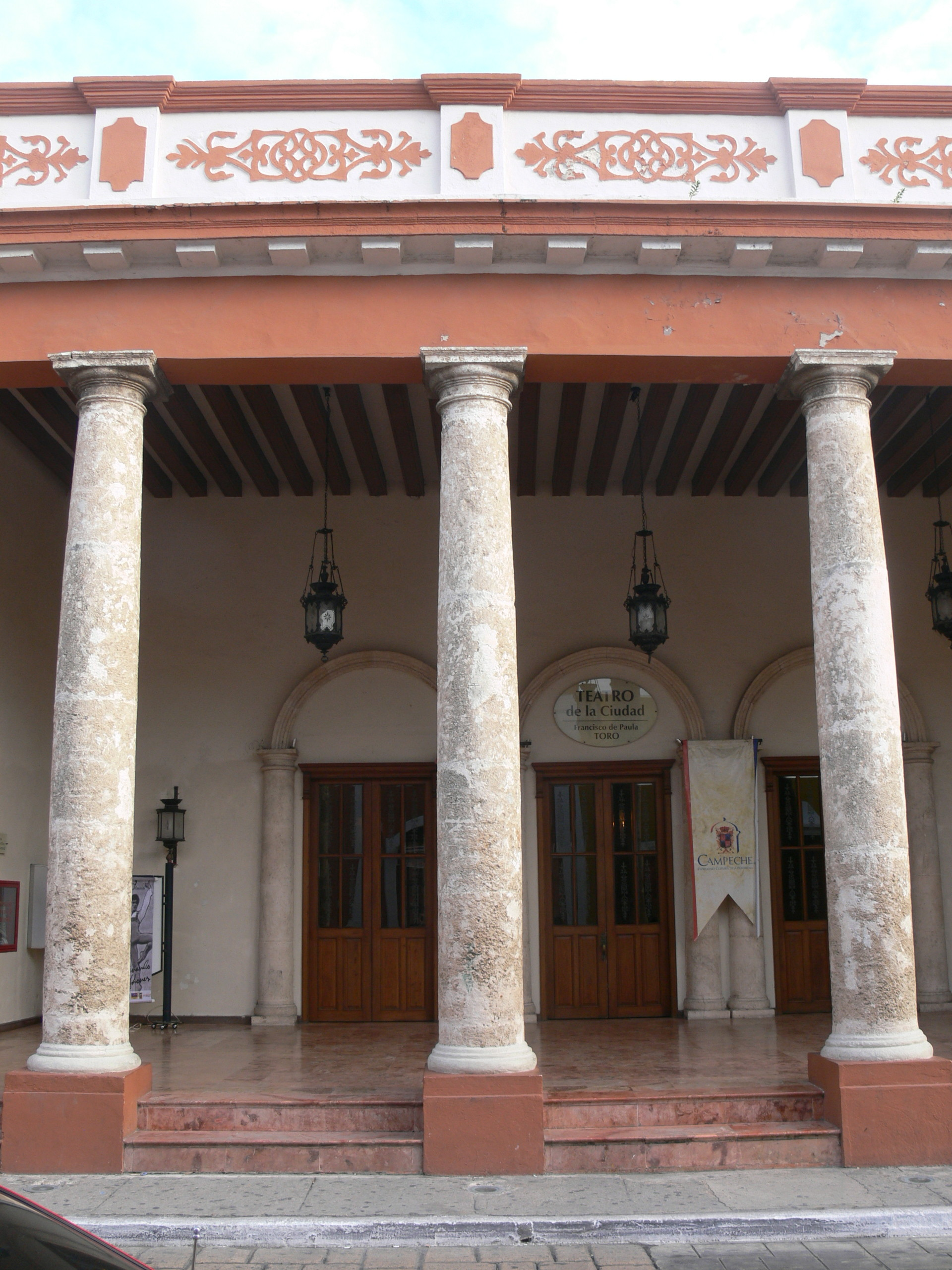
Teatro Francisco de Paula Toro.

La segunda mitad del siglo XVIII es un parteaguas en la arquitectura civil de Campeche, la piratería iba en extinción y sus pobladores se confían al mundo adoptando nuevas corrientes arquitectónicas y culturales. Las ventanas se abren de par en par, el comercio fluye con más vigor y sus puertas, de recias maderas de la región, se ensanchan para dar paso a las carretas cargadas de mercancías. Las fachadas se enriquecen y adornan, el barroco hace gala en los frisos, dinteles y portones. El neoclásico llega para quedarse en cornisas y guardapolvos, las peanas curvas son sinónimo de elegancia y los zaguanes son el preámbulo a los patios rodeados de arcos de medio punto en torno al brocal de un aljibe.
El colofón del siglo XIX es la belle epoque que parecía llegar para quedarse una eternidad, el Art Nouveau y el Art deco transforma todo, las artes y las ciencias; las líneas se transforman en elegantes y complejas curvas con elementos iconográficos de la naturaleza y la tecnología. Las ventanas llegan hasta el piso y sus enrejados adquieren complejos diseños, las pilastras adosadas adornan hasta los segundos pisos de las ricas casa de los comerciantes y los almohadillados cubren las fachadas; es la época del porfiriato y del modernismo, que dejó su huella en las calles de los nuevos barrios como el de Guadalupe. Los arcos exteriores se imponen en las ricas mansiones mezclándose de manera proporcionada con las viviendas más modestas techadas de tejas francesas, aportando a la ciudad una armoniosa arquitectura llena de eclecticismo y gracia.
- Plaza de la Independencia
- Instituto Campechano
- Plazuela de San Francisco
- Alameda Francisco de Paula Toro
- Teatro Francisco de Paula Toro
- Archivo municipal
- Archivo General del Estado
- Palacio municipal
- Casa del Teniente del Rey
- Mansión Carvajal
- Casa 6
- Circo Teatro Renacimiento

### Monumentos históricos religiosos

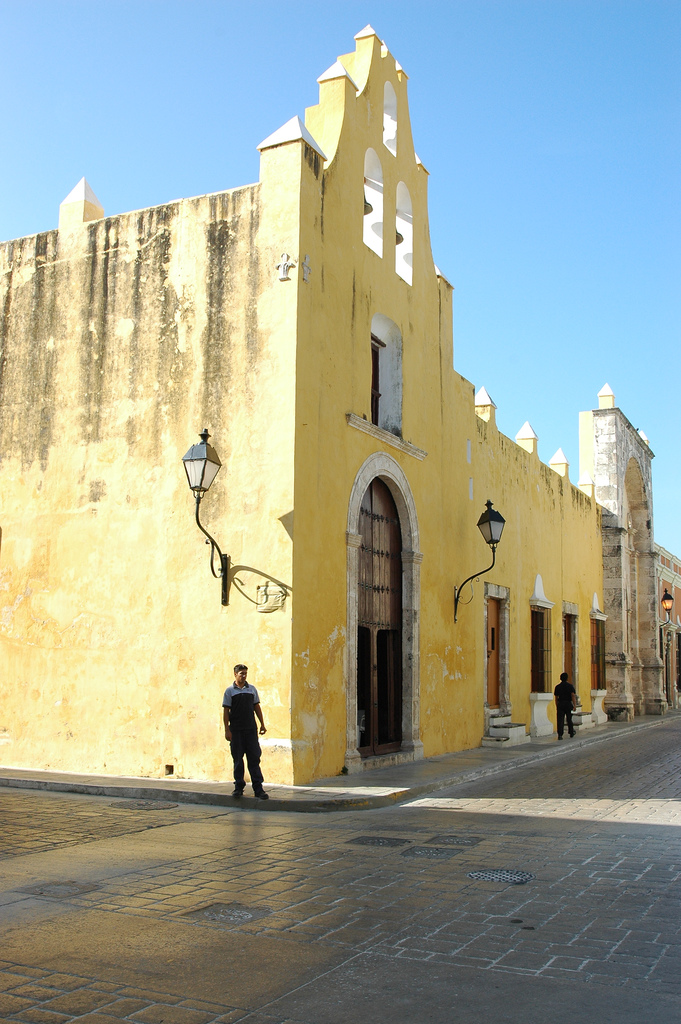
Iglesia de San Francisquito.

La arquitectura religiosa de Campeche se debió principalmente a los franciscanos. Los primeros misioneros a la península llegaron a finales de 1544 o principios de 1545. Su labor evangelizadora lo mismo generó grandes muestras de ayuda y desarrollo a la población indígena que actos de abuso contra las tradiciones y tesoros prehispánicos. Juran tres votos: pobreza, obediencia y castidad, simbólicamente reflejados en las espadañas de sus iglesias, el último voto de castidad es confundido por el de humildad jurado por los miembros de la Tercera Orden Secular, cuyos miembros regularmente pueden casarse. Otra de las órdenes que sentaron reales en tierras campechanas fueron los Jesuitas surgidos en el siglo XVI como respuesta a la Reforma Protestante, es a quienes se les debe una tarea evangelizadora de la mano de la docencia y el estudio; la geografía, la lingüística, la etnografía, la historia y las ciencias naturales del Nuevo Mundo inician su aparición en las crónicas de las exploraciones y viajes jesuitas. La última orden allegada a estas tierras es la Orden Hospitalaria de San Juan de Dios o “Juaninos” a quienes se debieron valiosas tareas para la curación de enfermos y convalecientes; en México fundaron varios hospitales en sus Curias Provinciales.
- Ex templo de San José (bazar artesanal)
- Catedral de Nuestra Señora de la Concepción
- Iglesia de San Francisco
- Iglesia y convento de San Francisquito (San Roque)
- Iglesia de San Juan de Dios
- Iglesia de Santa Ana
- Iglesia de Guadalupe
- Iglesia del Dulce Nombre de Jesús
- Iglesia de San Román
- Iglesia de Santa Lucía

Monumentos militares
Desde el siglo XVI, después de la fundación de la Villa, se inició la construcción de edificios militares. Las construcciones de la primera etapa se modificaron o destruyeron con el tiempo; la segunda etapa comienza con la construcción de la muralla en 1686 y la tercera etapa a fines del siglo XVII cuando se construyen los reductos y las baterías de costa.
La construcción de la muralla se dio como consecuencia del gran auge económico y comercial que surge en aquel tiempo. La muralla tenía 8 baluartes y cuarto puertas al exterior, y estaba reforzada por dos fuertes con dos baterías cada uno. El Polvorín es uno de los inmuebles militares que fue construido en las afueras de la villa de Campeche durante el siglo XVIII. Fue levantado en lo alto de una pequeña loma denominada El limonar, ubicada a poco más de cuatro kilómetros del centro de la villa en dirección sureste. Este edificio fue destinado para almacenar pólvora, y a 160 metros de éste, otro para alojamiento del oficial y tropa que lo custodiaba.
Hoy en día han desaparecido algunos de estos edificios y los restantes se han acondicionado como museos o salas de exhibición.
- Baluarte de San Carlos (Museo de la ciudad)
- Baluarte de Nuestra Señora de la Soledad (Museo de Arquitectura Maya)
- Baluarte de Santiago (Jardín Botánico "Xmuch Haltún")
- Baluarte de San José (demolido)
- Baluarte de San Pedro (Museo de Artesanías)
- Baluarte de San Francisco
- Baluarte de San Juan
- Baluarte de Santa Rosa de Lima (Pinacoteca campechana)
- Puerta de Mar
- Puerta de Tierra
- Puerta de San Román (demolida)
- Puerta de San Martín (demolida)
- Fuerte de San José "El Alto" (Museo de Arqueología Subacuática)
- Fuerte de San Miguel (Museo de Arqueología Maya)
- Batería de San Luis (resguardada por la Secretaría de Marina)
- Batería de San Fernando (demolida)

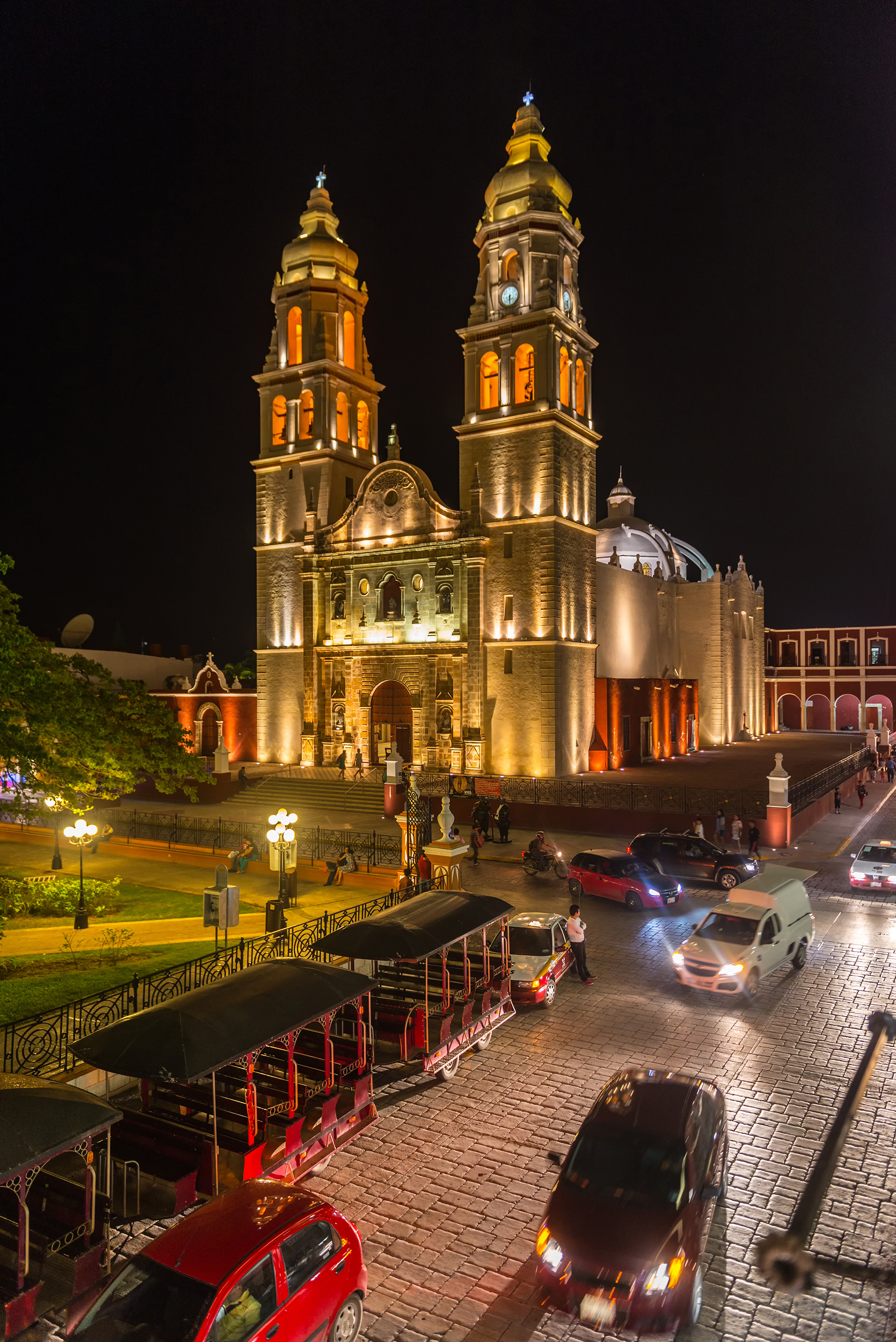
Catedral

- Batería de San Lucas
- Batería de San Matías
- Polvorín (Centro Cultural)
- Casamata (Centro Cultural)